# Штейн, Генрих Фрайхерр фон
Генрих Фрайхерр фон Штейн (нем. Heinrich Freiherr von Stein; 12 февраля 1857, Кобург — 1887, Берлин) — немецкий философ, эстетик, публицист и поэт.

## Биография
Представитель старинного дворянского рода. Сын прусского офицера. Образование получил в университетах Гейдельберга, Галле и Берлина. Доктор наук с 1877 года (диссертация «О восприятии»).
В 1881 году прошёл процесс хабилитации в университете Галле с диссертацией на тему «Значение поэтического элемента в философии Джордано Бруно». С 1884 преподавал в Берлинском университете, где он также читал лекции о творчестве Рихарда Вагнера, близким другом которого и воспитателем его единственного сына Зигфрида он был.
Стал членом внутреннего «вагнеровского круга».
Умер в возрасте 30 лет от болезни сердца.

## Труды и творческая деятельность
Несмотря на раннюю смерть, Штейн оставил ряд глубоких и оригинальных трудов по эстетике и о взаимоотношениях поэзии и философии, среди них: «Ueber die Bedeutung des dichterischen Elements in der Philosophie des Giordano Bruno» (1880), «Zusammenhang zwischen Boileau und Descartes» (1884), «Die Entstehung der neuern Aesthetik» (1886), «Историю эстетики от Буало до Винкельмана».
Посмертно изданы: «Vorlesungen über Aesthetik» (1897), «Schiller und Goethe Vorlesungen über die Aesthetik der deutschen Klassiker».
Он был автором оригинальных в форме диалога философских поэм: «Helden und die Welt» (1883), с предисловием Рихарда Вагнера. После смерти Штейна появился сборник его работ: «Aus dem Nachlass» (1888, три диалога из неоконченного цикла о значении святости, как высшей формы героизма в истории); в 1894 г. в «Bayreuther Blätter» напечатаны его три диалога из истории великой французской революции.
Опубликовал несколько трудов о Рихарде Вагнере (1883).

## Избранные работы
- О восприятии, Берлин, 1877
- Идеалы материализма. Лирическая философия Armand Pensier, Кёльн, 1878
- Значение поэтического элемента в философии Джордано Бруно, 1881
- Герои и мир. Драматические изображения, Хемниц, 1883
- Вагнер-Lexikon. Основные понятия искусства и идеологии Рихарда Вагнера, 1883
- Появление современной эстетики, Штутгарт, 1886
- Из усадьбы. Драматические картины и рассказы, Лейпциг, 1888
- Лекции по эстетике, Штутгарт, 1897
- Джордано Бруно. Мысли о его учении и его жизни, Берлин, 1900
- Гёте и Шиллер. Вклад в эстетику немецких классиков, Лейпциг, 1905
- Для культуры души. Сборник эссе, 1906.